# Gakuryū Ishii
Gakuryu Ishii (石井 岳龍 Ishii Gakuryū?, n. el 15 de enero de 1957), anteriormente conocido como Sogo Ishii (石井 聰互 Ishii Sōgo?), es un cineasta japonés conocido por sus estilizadas películas punk, que ayudaron a despertar el movimiento cyberpunk en Japón. Varios cineastas contemporáneos, incluido Quentin Tarantino, han citado las películas de Ishii como una influencia.

## Filmografía
- Panic High School (1978)
- Crazy Thunder Road (1980)
- Burst City (1982)
- The Crazy Family (1984)
- Halber Mensch (1986)
- Angel Dust (1994)
- August in the Water (1995)
- Labyrinth of Dreams (1997)
- Gojoe: Spirit War Chronicle (2000)
- Dead End Run (2003)
- Isn't Anyone Alive? (2012)
- The Flower of Shanidar (2013)
- Soredake / That's It (2015)
- Mitsu no aware / Bitter Honey (2016)
- Punk Samurai Slash Down (2018)